# Medcap
MedCap AB är ett svenskt börsnoterat investmentbolag, som grundades 2001. Det är noterat på Nasdaq OMX, medelstora företag.
Medcap leds sedan 2007 av Karl Tobieson som är vd och med Bengt Juhlander som styrelseordförande.  
De första investeringarna som gjordes var i företag som Biosynth AB, JS Crystal Research AB, Niconovum AB samt Independent Pharmaceutica AB. Nuvarande innehav är Abilia AB, Quickels Systems AB, UniMedic AB
Största ägare är Bure Equity.